# ウィル・ライト (俳優)
ウィル・ライト(William Henry "Will" Wright 1891年3月26日 - 1962年6月19日)はアメリカ合衆国の性格俳優。気難しい役柄が多い。ウィル・J・ライト(Will J. Wright)とクレジットされることもある。
1954年から1955年、CBSのリード・ハドリー主演の法廷ドラマ『The Public Defender 』にゲスト出演。1956年から1957年、CBSのジーニー・カーソン主演のシチュエーション・コメディ『Hey, Jeannie! 』に2回出演。
1958年、NBCのジョン・ペイン主演の西部劇『The Restless Gun 』の『The Woman from Sacramento 』のエピソードにゲスト出演。裕福だが死の間際にある農場主ジム・ブラックウェルを演じた。キャスリン・クロウリー演じる疎遠になった娘が父の最期の際に現れるが、実の娘なのかどうか疑わしい。実はその娘は記憶を無くしていたのであった。
1957年から1966年のCBSの法廷ドラマ『Perry Mason 』に何度か出演。最後の出演は1961年の『The Case of the Brazen Bequest 』のエピソードで、親切な慈善家を演じた。
CBSの『メイベリー110番』のいくつかのエピソードで百貨店オーナー及び貪欲な大家を演じた。映画『バンビ』ではフクロウ役で声優を務めた。1957年、『Johnny Tremain 』に出演。1960年から1962年、NBCのロバート・フラー、ジョン・スミス主演の西部劇『ララミー牧場』にビグロー医師として4回出演。1960年、アメリカ海軍のエリートパイロットが登場するフィクション『The Blue Angels 』の『Don't Scream at a Jet 』のエピソードで子役のスティーブン・タルボと共にゲスト出演。
ガンにより死亡。カリフォルニア州フェアフィールドのサスーン・フェアフィールド墓地に埋葬されている。